# Narciso Sáenz
Narciso Sáenz Leyva (n. Jonuta, Tabasco 29 de octubre de 1826 - Huimanguillo, Tabasco 25 de febrero de 1872) Fue un militar que nació en la villa de Jonuta, estado mexicano de Tabasco. Se destacó por su participación dentro del ejército liberal mexicano durante la Intervención francesa en Tabasco, parte de la segunda intervención francesa en México, tomando parte en diversas batallas y enfrentamientos entre los que destacan la batalla de El Jahuactal en 1863, la toma de San Juan Bautista en 1864 durante la cual se expulsó a los franceses de la capital del estado, y el sitio de Jonuta (1866) cuando se expulsó definitivamente a los franceses de Tabasco.

## Primeros años
Narciso Sáenz realizó sus primeros estudios oficiales en la capital del estado San Juan Bautista, posteriormente, cuando se organizó el Partido Liberal Juarista se afilió a él, realizando una activa labor en apoyo al Presidente Benito Juárez. Cuando en 1863 los intervencionistas franceses invadieron Tabasco, Sáenz no dudó unirse a las fuerzas tabasqueñas comandadas por el Coronel Gregorio Méndez Magaña para luchar contra los invasores.

## Lucha contra los franceses
Desde el momento que los coroneles Andrés Sánchez Magallanes y Gregorio Méndez Magaña se alzan en armas, el primero en San Antonio de los Naranjos el 6 de octubre y el segundo en Comalcalco el 8 de octubre, en contra del general intervencionista francés y autoproclamado Gobernador de Tabasco Eduardo González Arévalo, quien ocupaba la capital del estado, Narciso Sáenz se entrevistó con Gregorio Méndez, a quien ofreció su apoyo y le solicitó lo aceptara en el ejército liberal.

### Batalla de El Jahuactal
El 1 de noviembre de 1863, Sáenz tomó parte en la batalla de El Jahuactal que se desarrolló en las afueras de la villa de Cunduacán, en la que los liberales tabasqueños, derrotaron a los invasores franceses, teniendo Sáenz una destacada participación, lo que le valió el reconocimiento del coronel Gregorio Méndez, quien a partir de ese momento, le otorgó el título de Comandante y lo nombró parte del "Estado Mayor" del ejército liberal tabasqueño.

### Toma de San Juan Bautista
Después del éxito que representó la victoria de los liberales en la batalla de El Jahuactal, Gregorio Méndez preparó y organizó al ejército tabasqueño para efectuar el asalto a la capital del estado, y Narciso Sáenz fue nombrado por Gregorio Méndez como uno de los responsables de atacar la capital desde uno de los cuatro puntos elegidos, teniendo a su cargo una unidad del ejército. 
El 2 de diciembre de 1863 las fuerzas republicanas tabasqueñas al mando del coronel Gregorio Méndez, iniciaron el "Sitio de San Juan Bautista", atacando la capital del estado desde varios puntos. El subteniente Juan Morales con 30 hombres se situó en la rivera del Tinto (hoy colonia Casa Blanca),2 el comandante Narciso Sáenz en San Juan Buenavista (hoy Saloya); el coronel Lino Merino en Pueblo Nuevo de las Raíces y el coronel Pedro Fuentes en Mazaltepec.3 Desde estos puntos, los republicanos tabasqueños comenzaron a atacar las posiciones francesas en la capital del estado.
Para el día 7 de enero, el comandante Narciso Sáenz avanza y sitúa su tropa en el pueblo de Tierra Colorada, muy cerca ya de la capital del estado. El día 15 inicia el ataque a la capital, logrando Sáenz llegar hasta la hoy colonia Casa Blanca en la margen izquierda del río Grijalva a menos de un kilómetro del centro de la ciudad de San Juan Bautista. Así se estuvo combatiendo con mayor o menor intensidad todos los días, la lucha fue cuerpo a cuerpo y calle por calle, en donde se realizaron diversas escaramuzas durante un mes, hasta que los franceses se replegaron refugiándose en el edificio llamado "El Principal". El 11 de febrero, el ejército tabasqueño inicia el bombardeo al edificio, logrando la expulsión de los invasores el 27 de febrero de ese año de 1864.

### Sitio de Jonuta
Después de ser expulsados de la capital del estado, los francese se refugiaron en la villa de Jonuta. Méndez organizó su ejército, y desde el 22 de diciembre de 1864 inició el ataque sobre la villa en poder de los franceses, escenificándose cuatro batallas, sin poder tomar la población. Así, el 6 de junio de 1865, tropas imperialistas derrotan a los republicanos Lorenzo Prats y Mateo Pimienta, quienes se trasladan a Tepetitan. Entonces Gregorio Méndez, ordena al Coronel Narciso Sáenz relevar al Teniente Lorenzo Prats y planear el sitio y ataque a Jonuta. 
Es así como el 13 de abril de 1866 Gregorio Méndez llega a Tepetitan uniendo sus fuerzas a las de Narciso Sáenz, y el 15 de abril inician el sitio de Jonuta, que culminaría el 4 de septiembre con la expulsión definitiva de los invasores franceses de Tabasco.

## División entre los liberales
Después de este importante hecho de armas, los liberales quedaron dueños de la situación en Tabasco, pero debido a diversos intereses particulares, el grupo se dividió en dos bandos, quedando en un grupo Felipe J. Serra y los coroneles Cornelio y Eusebio Castillo, y en el otro bando los coroneles Lino Merino, Manuel Sánchez Mármol, Andrés Sánchez Magallanes, Pedro Fuentes y Narciso Sáenz, con lo que iniciaron las pugnas entre los dos bandos que antes habían luchado juntos. Producto de estas diferencias, el primer grupo, intrigó al segundo grupo ante el presidente Benito Juárez, hablando mal especialmente de Manuel Sánchez Mármol y de Narciso Sáenz. Estos, deseando aclarar las cosas y limpiar sus nombres, viajaron a la Ciudad de México para entrevistarse con el presidente Juárez, quien reconoció en ellos su lealtad, amistad y colaboración para la restauración del gobierno liberal mexicano.

## Fallecimiento
Una vez logrado limpiar su nombre ante el presidente, el coronel Narciso Sáenz se dispuso a regresar a Tabasco, y al llegar a la finca San Nicolás, cercana a la población de Huimanguillo, el 25 de febrero de 1872, los elementos de su escolta, fueron embriagados, y mientras Sáenz y sus ayudantes comían, fueron emboscados y asesinados por otros sirvientes quienes los atacaron con machetes, pereciendo en ese hecho el coronel Narciso Sáenz cuando ya estaba acordado su ascenso a General de Brigada.
En su honor, muchas calles de ciudades tabasqueñas, incluyendo una localizada en el centro histórico de la ciudad de Villahermosa llevan su nombre, el cual también está escrito en el "Muro de Honor del Estado de Tabasco".